# 가는꼬리호저
가는꼬리호저 또는 쥐산미치광이(Chaetomys subspinosus)는 아메리카호저과에 속하는 설치류의 일종이다. 가는꼬리호저속(Chaetomys)의 유일종이다. 브라질에서 발견된다. 1818년 공식 발견되었지만, 1986년 12월 바이아주 발렌시아 근처에서 2점의 표본(한마리는 임신한 암컷)이 발견되기 전까지 거의 관찰되지 않았다.